# Mariahu
Mariahu (o Mariahun, Mariyahu) è una suddivisione dell'India, classificata come nagar panchayat, di 20.142 abitanti, situata nel distretto di Jaunpur, nello stato federato dell'Uttar Pradesh. In base al numero di abitanti la città rientra nella classe III (da 20.000 a 49.999 persone).

## Geografia fisica
La città è situata a 25° 37' 0 N e 82° 37' 0 E e ha un'altitudine di 86 m s.l.m..

## Società

### Evoluzione demografica
Al censimento del 2001 la popolazione di Mariahu assommava a 20.142 persone, delle quali 10.602 maschi e 9.540 femmine. I bambini di età inferiore o uguale ai sei anni assommavano a 3.522, dei quali 1.837 maschi e 1.685 femmine. Infine, coloro che erano in grado di saper almeno leggere e scrivere erano 11.867, dei quali 7.084 maschi e 4.783 femmine.